# シャビエル・エチェイタ
シャビエル・エチャイタ・ゴリチャテギ（Xabier Etxeita Gorritxategi , 1987年10月31日 - ）は、スペイン・バスク州ビスカヤ県アモレビエタ＝エチャノ出身の元プロサッカー選手。現役時代のポジションはDF。

## 来歴
カンテラ時代をSDアモレビエタて過ごした後、2006年にアスレティック・ビルバオに入団し、傘下のビルバオ・アスレティックでプロデビュー。2008-09シーズンにトップチームに昇格し、2008年11月16日のCAオサスナで、プリメーラ・ディビシオン初出場。
2010年1月、セグンダ・ディビシオンのFCカルタヘナにローン移籍。シーズン終了後にビルバオとの契約満了に伴い、エルチェCFと契約。最終ラインに定着した。
2013年7月、古巣のアスレティック・ビルバオと契約。復帰後はレギュラーに定着。2014-15シーズンはコパ・デル・レイの決勝戦に出場したものの、FCバルセロナに3-1で敗れた。
2018年7月24日、プリメーラ・ディビシオン初昇格を果たしたSDウエスカへのローン移籍が発表された。
2019年6月30日、契約満了でアスレティック・ビルバオを退団。8月13日にヘタフェCFと2年契約を締結した。
2021年7月15日、セグンダ・ディビシオンに降格したSDエイバルにフリーで移籍し、2年契約を結んだ。
2022年9月、アモレビエタに復帰した。

## スペイン代表
2015年10月にUEFA EURO 2016予選のウクライナ戦で、スペイン代表初出場を果たした。